# Bill Traut
William R. Bill Traut (* ca. 1929; † 5. Juni 2014 in Pacific Palisades) war ein US-amerikanischer Jazzmusiker (Saxophon) und Arrangeur, der in den späteren Jahren vor allem als Musikproduzent, -Verleger und -Manager bekannt wurde.

## Leben und Wirken
Traut begann seine Karriere in the 1940er-Jahren als Musiker una Arrangeur in verschiedenen Bigbands. In den 1960er-Jahren arbeitete er als Studiomusiker in verschiedenen Musikbereichen wie Rock, Pop, Klassik, Folk, Jazz, Blues und Country. Für Oscar Peterson schrieb er den Titel Shelley's World. Ab Anfang der 1970er-Jahre betätigte er sich vorrangig als Produzent von Rock- und Jazzbands wie Shadows of Knight, Styx, Siegel-Schwall Band, The American Breed, Coven, The Will-O-Bees, dem Count Basie Orchestra und der Buddy Rich Big Band; ferner war er in Chicago Chef der Label Dunwich Records, einem Sublabel von Atlantic Records und Wooden Nickel Records, in den 1980ern in Los Angeles CEO des Fusion-Labels Headfirst. Er war Besitzer der Firma Open Door Management, die Künstler wie Kurt Elling, Janis Siegel, Alan Pasqua, Alan Broadbent, Peter Erskine, Fred Hersch, Jon Hendricks, Oregon, Tony Williams und Shelly Berg betreute.